# Neotrachystola incerta
Neotrachystola incerta är en skalbaggsart som beskrevs av Stefan von Breuning 1942. Neotrachystola incerta ingår i släktet Neotrachystola och familjen långhorningar. Inga underarter finns listade i Catalogue of Life.